# Comunidad de Villa y Tierra de Maderuelo

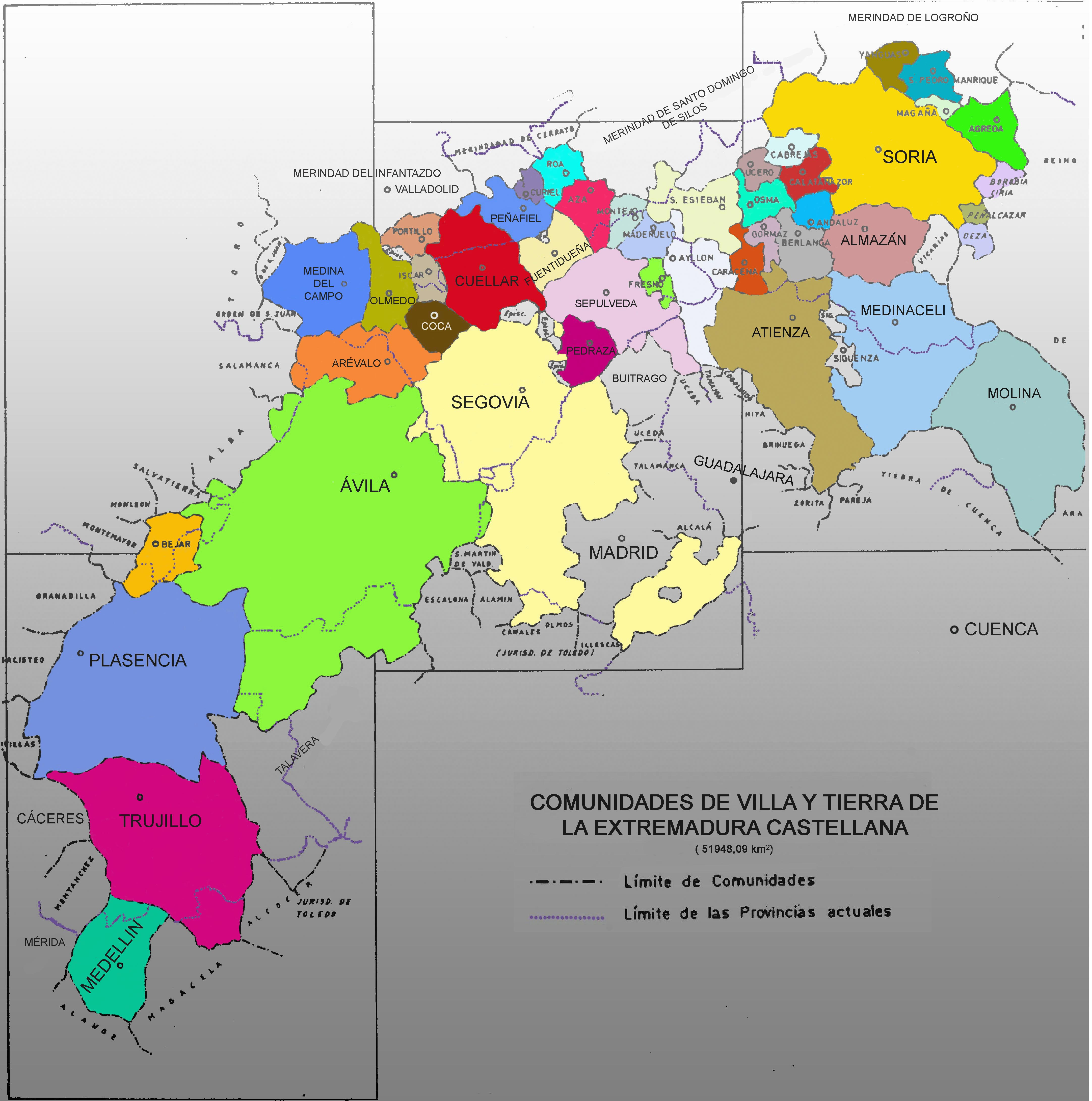
Comunitats de villa y tierra de l'Extremadura castellana

La Comunidad de Villa y Tierra de Maderuelo és una antigua Comunidad de Villa y Tierra situada al Nord-est de la província de Segòvia, de 242,11 km² d'extensió. Va pertànyer a la província de Burgos (Divisió administrativa de Burgos (1826-1829)). Limitava al Nord amb la Comunidad de Villa y Tierra de San Esteban de Gormaz, a l'Est amb la d'Ayllón, al sud amb les de Fresno de Cantespino i Sepúlveda i a l'Oest amb la de Montejo. A aquesta comunitat van pertànyer les poblacions de:
Municipi de Maderuelo.
- Maderuelo; vila i "capital" de la Comunidad.
- Aldihuela (desaparegut)
- Linares del Arroyo, desaparegut amb la construcció de l'embassament de Linares.
- Valdeconejos (desaparegut)

Municipi de Alconada de Maderuelo.
- Alconada de Maderuelo (Arconada de Suso).
- Alconadilla (Arconada de Yuso).
- Ventosilla (desaparegut)

Municipi de Aldealengua de Santa María.
- Aldealengua de Santa María.
- Valdelperal (desaparegut)

Municipi de Campo de San Pedro.
- Campo de San Pedro, antigament Santa María del Campo i Campo de Maderuelo.
- Fuentemizarra.
- Valdevarnés.
- Villamayor (desaparegut)

Municipi de Cedillo de la Torre.
- Cedillo de la Torre, abans Quintana Cedillo.

Municipi de Cilleruelo de San Mamés.
- Cilleruelo de San Mamés.

Municipi de Moral de Hornuez.
- Moral de Hornuez.
- Hornuez (desaparecido), on se situa el Santuari d'Hornuez.

*Municipi de Pradales, en part pertanyia a la Comunidad de Sepúlveda.
- Carabias.

Municipi de Riaguas de San Bartolomé.
- Riaguas de San Bartolomé.
- Briongos (desaparegut)